# La Vieille Fille
La Vieille Fille (em português, A Solteirona) é um romance de Honoré de Balzac escrito em 1837.
Surgido inicialmente em folhetim no quotidiano de La Presse de Émile Giradin, depois editado por Werdet em 1837, nos Estudos de costumes, seção das Cenas da vida da província, La Vieille Fille foi reimpresso em 1839 nas edições Charpentier, antes de se inserir com Le Cabinet des Antiques em um grupo isolado: Les Rivalités (As rivalidades) das Cenas da vida da província da Comédia Humana publicada em 1844 na edição Furne.
Essa obra é dedicada ao cunhado de Balzac, engenheiro do corpo real de pontes e vias, Eugène Midy de la Greneraye Surville. Contudo, Balzac ofereceu o manuscrito desse romance à condessa Guidoboni-Visconti, em 1844.
É um romance curto e incisivo que é marcado pela densidade da narração e o encadeamento rápido de eventos. Se o autor leva tempo para descrever minuciosamente o quadro (a vila de Alençon) e a casa da solteirona (Mademoiselle Cormon), ele vai direto ao assunto.
O retrado de Mademoiselle Cormon é um dos mais bem-sucedidos da Comédia Humana, o autor fornecendo aqui uma de duas análises mais cheias de nuances das relações sociais, dos interesses financeiros e políticos de uma cidade da província.

## Enredo
Em 1816, em Alençon, Rose Cormon (Rosa na tradução portuguesa organizada por Paulo Rónai), de quarenta anos, espera sempre um marido digno de sua posição. Descendente da boa burguesia, ela possui o bastante para ser contada no número de pessoas da boa sociedade. A descrição minuciosa do interior da casa de Mademoiselle Cormon e da vida que ela leva são típicos do estilo balzaquiano.
Em volta de Rosa se agitam dois pretendentes. O cavalheiro de Valois, velho dândi que se diz aparentado dos reis da França e manteve os hábitos e as maneiras do Antigo Regime, e o senhor du Bousquier, antigo agiota cuja fortuna é uma das mais importantes da região. Ambos cobiçam a mão de Rosa Cormon, o primeiro pela fortuna, o segundo pelo respeito que ela poderá trazer. Os dois pretendentes travam uma guerra sem piedade. Du Bousquier calunia o cavalheiro, sugerindo que ele desposou secretamente a lavadeira Césarine (Cesarina), junto da qual ele mora. Para se vingar, o cavalheiro lhe envia Suzanne (Suzana - futura Madame du Val-Noble), que se diz grávida de du Bousquier. A essas duas personagens se junta outra, o jovem Athanase Granson (Atanásio), bem mais jovem que Rose e realmente apaixonado por ela, e que se suicidará por desespero. Desesperada pela notícia de que o visconde de Troisville, sobre o qual ela tinha colocado suas esperanças, já se casou, Rosa Cormon acaba por escolher du Bousquier. A decepção será grande para ela, que colocava tanta esperança nas satisfações do casamento.
O romance oferece um quadro cheio de nuances da vida da província, das rivalidades políticas e financeiras, das diferentes sociedades que se medem, sem jamais cair em caricatura. Segundo Félix Longaud, "A intriga dessa narrativa é acessória. O romance vale por uma observação minuciosa dos ambientes da sociedade provincial. Ela é também dominada pela rivalidade de dois homens que encarnam duas concepções políticas. O Antigo Regime, com todo o seu charme, é vencido pelo liberal, menos galante, mas mais realista."